# Chilioprocris melas
Chilioprocris melas är en fjärilsart som beskrevs av Guérin-meneville 1839. Chilioprocris melas ingår i släktet Chilioprocris och familjen bastardsvärmare. Inga underarter finns listade i Catalogue of Life.